# Apteryoperla nancyae
Apteryoperla nancyae är en bäcksländeart som beskrevs av Mclellan 1977. Apteryoperla nancyae ingår i släktet Apteryoperla och familjen Gripopterygidae. Inga underarter finns listade i Catalogue of Life.